# Mohácsi kikötő
Mohácsi kikötő a Duna jobb partján fekszik, az 1449 folyamkilométernél, 1,6 kilométerre északra a mohácsi vasútállomástól. A Magyar Állam tulajdona. A nemzetközi forgalomban mindenfajta vízi jármű fogadására alkalmas.

## A kikötő építése
1852-ben épült meg a kikötő, a Pécs–Mohács-vasútvonal, ami az Első Duna-Gőzhajózási Társaság tulajdona volt, és egyben az építtető is. A kikötőt kőhányásos rézsűburkolat védi. Hídfészkek, támaszrúdfészkek, kikötőbakok vannak a kikötőben lévő hajónak. 800 méteres a rakodó része. A hídfészkek és a támaszrúdfészkek vasbetonból készültek, vaskarikákkal. A rakodóvágány a régi téglagyárnál végződik (ha még van olyan).
A rakodóutak több száz méterig nyúlnak, szélességük 6 méter, burkolatuk makadám. Nyílt rakterület 30 és 60 méter közötti szélességű, kb. 790 méter hosszanti fekvése. Területe 38.000 négyzetméter.
Terméskövet használtak a mohácsi kikötő építésekor, talicskázással, kézi munkával. Mint a hajóhíd-, támaszrúdfészkek, kikötőbakok is. A földfeltöltést, a terep átalakítását kordélyos munkával végezték. A mélyépítéses munkákat gépesítés nélkül végezték.
Az uszályokba talicskákkal hordták az anyagot. Vasbetonból készült a tároló. Az irodák téglaépületek, cseréppel és palafedéssel.
A Mahart 150 x 30 méteres rakodót használ. A Baranya megyei Cementipari Vállalat 12.500 négyzetméteres területet.

## A 20. században
Árvízveszély miatt 245.000 köbméter földet halmoztak fel a töltésekhez védelem gyanánt. Az árvíz a rakodóplató szintjét 36 centi híján nem lépte át. A jég Mohácsnál legtovább 87 napig állt. A jég átlag 10 százalékos forgalom hiányt generál.
Rakodásra egyszerre hat 500 tonnás uszályról van lehetőség, 300 jég- és árvízmentes nappal számolva 180 000 tonnás rakodásra van lehetőség elméletben. Gyakorlatban 1958-1960-ban évi átlagos összesítéssel 120 000 tonnát rakodtak le a hajókról, a forgalom ebből 100 000 tonnára becsülhető.
A kikötő határában egy vasbeton gabonatároló van, űrtartalma 24 000 légköbméter, 9000-10 000 tonnát bír a gabonatároló. A mohácsi kikötő az 1948. évi államosítással került MÁV irányítás alá. Ekkor még nem volt szállítószalag az érkezett anyagok - terméskő, mészkő - mozgatására.

## Fekvése, jellemzői
A Mohácsi kikötőből a belvárosba menet a mohácsi Városházához érünk. Budapest és Mohács között hajójárat közlekedik.
Körülbelül százmillió forint pályázati pénzt nyertek a Mohácsi kikötő fejlesztési lehetőségeinek felmérésére. A kikötő egy központi épületből áll, egy irányítótoronyból és egy vámraktárból. A határátkelésnél három ellenőrzésen esnek keresztül a hajók: ellenőriz a határrendészet, a Vám- és Pénzügyőrség és a Baranya Megyei Katasztrófavédelmi Igazgatóság.
A Mohácsi Városgazdálkodási és Révhajózási Kft. éves személyhajó forgalma folyamatosan nőtt évről évre 2009 és 2012 között. Míg 2009-ben 554 hajó használta a kikötőt, addig 2012-re a személyhajó kategóriában ez a szám megnövekedett 675-re.
2007-ben készült el a mohácsi határátkelő, hárommilliárdos beruházással, aminek 340 méteres partszakasza és vasúti vágánya is van. 2007 óta nem Bécsben, hanem Mohácson történik a vámoltatása az EU területére érkező áruknak. A mohácsi komp hajója, a Sziget Balatonfüreden készült. Testvérhajója a Vácnál közlekedő Árpád. A mohácsi komp Mohács és Újmohács között jár.
Több melléképülete is van a mohácsi kikötőnek.

## Külső hivatkozások
- Mohácsi kikötő